# Matija Ozbič
Matija Ozbič, slovenski kipar in podobar, * 15. februar 1828, Črni Vrh, † 7. marec 1888, Kamnik.

## Življenje in delo
Ozbič se je preselil v Kamnik okoli leta 1852. Izdeloval je kiparske predmete iz angleškega cementa, umetnega marmorja in lesa. Za podružnično kapelo sv. Nikolaja v Podgorju pri Kamniku je naredil prižnico z evangelisti (1863), za Staro Loko podobno prižnico (1865) in kipe za zadnja stranska oltarja; za Predoslje veliki oltar (1868/1869); za župno cerkev na Vrhniki reliefe na oltarni mizi velikega oltarja in kipe Matere božje, sv. Jožefa, sv. Katarine in sv. Jedrti ob slavoloku; za Sela pri Kamniku stranska oltarja; za Ribnico okvire za slike križevega pota; za Čemšenik kipe sv. Joahima, sv. Ane, sv. Petra in Pavla, sv. Uršule in sv. Barbare, (1872); za uršulinsko cerkev v Škofji Loki stranska oltarja in prižnico s kipom Dobrega pastirja (1874), Marijin oltar v škofjeloški župniski cerkvi; oltarje na Bohinjski Bistrici; za Vranjo peč prižnico z reliefi evangelistov in Dobrega pastirja; za župnijsko cerkev Marijinega brezmadežnega spočetja na Šutni v Kamniku stranske oltarje iz umetnega marmorja (stucco lustro) in drugo. Kiparja sta bila tudi njegova sinova Franc (* 25. februarja 1851 na Colu pri Vipavi, † 7. septembra 1899 v Gorjah pri Bledu) in Matija ( * 1. marca 1853 v Kamniku), ki je podobarstvo pustil in v Zagrebu odprl gostilno; oba pa nista posebno pomembna.